# Lluïsa Cunillé
Lluïsa Cunillé Salgado (Badalona, 1961) es una dramaturga española y la primera mujer galardonada por el Ministerio de Cultura de España con el Premio Nacional de Literatura Dramática, en 2010
Cruz de San Jordi 2025.

## Biografía
Escribe indistintamente en castellano y catalán. Fue una de las quince autoras del montaje Sopa de Radio, programa con el que Cadena Ser conmemoró los 75 años del nacimiento de la radio en España. Ha obtenido, entre otros, los premios Ciutat de Lleida de teatro (1997) con Doze treballs; el Ciudad de Barcelona de teatro, (2005) con Barcelona, mapa d'ombres; el Premio Max de las Artes Escénicas al mejor autor teatral en castellano (2007) también por Barcelona , mapa d'ombres; el Premio Lletra D'Or (2008) por Après moi, le déluge. La Generalidad de Cataluña le concedió el Premio Nacional de Teatro de Cataluña en 2007.
Discípula del dramaturgo José Sanchis Sinisterra, fundó en 1993 la compañía L'Hongaresa junto al dramaturgo y director de escena Paco Zarzoso y la actriz y directora Lola López.

## Obra
Se formó en los seminarios de dramaturgia textual que impartió José Sanchis Sinistierra en la Sala Beckett de Barcelona entre 1990 y 1993. En 1991 obtuvo el accésit al Premi Ignasi Iglésias por Berna y el Premio Calderón de la Barca por Rodeo (estrenada en 1992). Ha estrenado numerosas obras teatrales, tanto en catalán como en castellano: Molt novembre (1993), La festa (1994), Libración (1994, Premi de la Crítica de Barcelona 1993-1994), Accident (1996, Premi de la Institució de les Lletres Catalanes, 1997), Apocalipsi (1998), L'afer (1999, Premi Ciutat d'Alcoi 1998), La cita (1999), Passatge Gutenberg (2000, Premi de la Crítica de Barcelona 1999-2000), Vacants (2000), El gat negre (2001), L'aniversari (2001, Premi Born de Teatre 1999) y Aquel aire infinito (2003), Barcelona, mapa d'ombres (2004), entre otras muchas. En colaboración con Paco Zarzoso ha escrito y estrenado Intempèrie (1996), Viajeras (2001) y Húngaros (2002).